# Откур Романеш
Откур Романеш (фр. Hautecourt-Romanèche) је насељено место у Француској у региону Рона-Алпи, у департману Ен (Рона-Алпи).
По подацима из 2011. године у општини је живело 791 становника, а густина насељености је износила 36,62 становника/km².

## Демографија
| 1962. | 1968. | 1975. | 1982. | 1990. | 2011. |
| ----- | ----- | ----- | ----- | ----- | ----- |
| 469   | 446   | 456   | 549   | 588   | 791   |